# Erik Tujulin
Erik Tujulin, född 29 december 1889 i Vasa, död där 1 juni 1981, var en finländsk jurist.
Tujulin, som var son till hovrättsrådet Alexander Tujulin och Anna Amanda Kurtén, blev student 1908, juris utriusque kandidat 1914 och vicehäradshövding 1917. Han blev kanslist i Vasa hovrätt 1920, notarie 1926, fiskal 1931, assessor 1934, hovrättsråd 1938 samt var häradshövding i Gamlakarleby domsaga 1946–1955 och i Lochteå domsaga 1955–1959. Han var verksam som advokat i Vasa 1920–1934. Han var medlem av stadsfullmäktige i Vasa 1925–1928, av kyrkofullmäktige i Vasa svenska församling 1931–1946, principal i Vasa sparbank 1930–1946, i Karleby sparbank 1952–1959 och ordförande i Vasa sparbanks styrelse 1937.